# 天上宮
天上宮位於四川省遂寧市船山區，文物遺址年代判定為清代。2007年6月1日公佈為四川省第七批文物保護單位。